# 阿里 (索姆省)
阿里（法語：Arry，法語發音：[aʁi]）是法国上法蘭西大區索姆省的一个市镇，属于阿布维尔区。

## 地理
阿里（50°16'42"N, 1°43'14"E）面积7.34 平方千米，位于法国上法蘭西大區索姆省，该省份为法国北部沿海省份，北起加来海峡省和北部省，西接滨海塞纳省和大西洋英吉利海峡，南至瓦兹省，东临埃纳省。
与阿里接壤的市镇（或旧市镇、城区）包括：韦尔库尔、贝尔奈昂蓬蒂厄、勒尼耶尔-埃克吕斯、吕镇、欧蒂河畔维莱尔、弗龙。

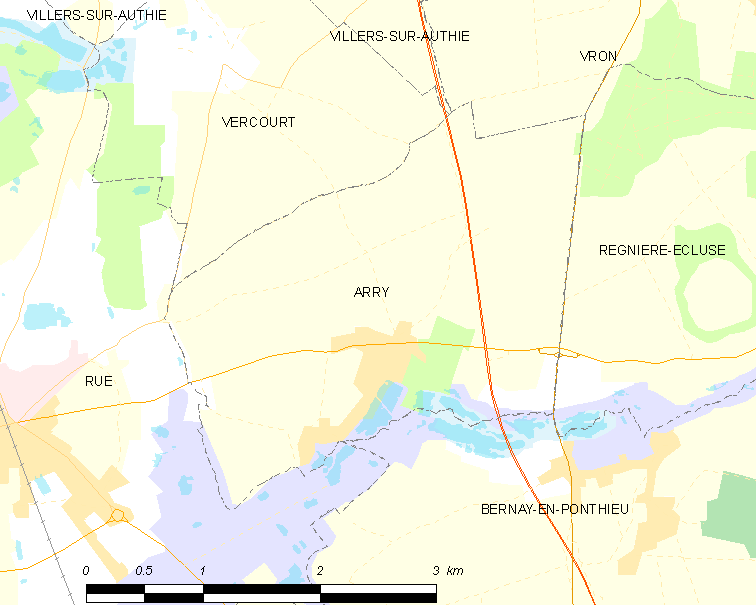
的OSM定位图

阿里的时区为UTC+01:00、UTC+02:00（夏令时）。

## 行政
阿里的邮政编码为80120，INSEE市镇编码为80030。

## 政治
阿里所属的省级选区为吕镇县。

## 人口

1962-2008年间人口变化图示

阿里于2022年1月1日时的人口数量为218人。